# Battle Beyond the Stars
Battle Beyond the Stars (Los 7 magníficos del espacio en España y Batalla más allá de las estrellas en Hispanoamérica) es una película del género space opera estadounidense de 1980 producida por Roger Corman, dirigida por Jimmy Murakami, y protagonizada por Richard Thomas, Robert Vaughn, George Peppard, John Saxon, Sybil Danning y Darlanne Fluegel . Concebido como una versión de "Los Siete Magníficos" futurista (en sí mismo una versión occidental de Los siete samuráis) en el espacio exterior. El guion fue escrito por John Sayles con la música de James Horner y los efectos especiales diseñados por el cineasta James Cameron. La película fue estrenada en cines por New World Pictures de Corman y fue un éxito de taquilla moderado, a pesar de recibir críticas mixtas de los críticos.

## Trama
El mundo agrícola Akir está amenazado por el tiránico señor de la guerra Sador, que gobierna el siniestro Imperio Malmori. Con las partes de su cuerpo deteriorándose, captura y se las apropia de las de otros.
El enorme acorazado cabeza de martillo de Sador monta un "Convertidor Estelar", un arma que convierte los planetas en pequeñas estrellas. Le exige que el pacífico pueblo Akira se someta a él cuando regrese en "siete ciclos". 
Zed, es el último de los famosos Corsarios de Akira, pero es viejo. Sugiere que contraten mercenarios para protegerlos. Dado que Akir carece de recursos valiosos, su gente solo puede ofrecer comida y refugio a cambio. Al no poder ir en persona, Zed ofrece su nave espacial. La nave es rápida y está bien armada, pero, a pesar de su computadora táctica y de navegación, la AI Nell, no puede derrotar a Sador sola. Shad, un joven que ha pilotado la nave y que Nell conoce bien, se ofrece como voluntario.
En busca de armas, Shad va a la estación espacial del Doctor Hefesto, un viejo amigo de Zed. 
La estación está poblada principalmente por androides, a excepción de dos humanos: Hefesto, cuyos numerosos sistemas de soporte vital lo han convertido en un cyborg, y su hermosa hija Nanelia, que cuida de él y de los androides. El médico quiere que Shad se aparee con su hija, a la fuerza si es necesario. 
Shad no se atreve a abandonar a su pueblo; entonces persuade a Nanelia para que lo ayude a escapar. Ella lo sigue en su propia nave espacial; Aunque no tiene armas, sus sistemas informáticos altamente avanzados podrían resultar útiles. Los dos se separan para buscar más mercenarios.
Shad se encuentra con Cowboy, un piloto de carga de la Tierra que es emboscado por piratas espaciales, mientras entregaba un envío de pistolas láser al planeta Umateal.
Shad lucha contra los asaltantes, salvando así la vida de Cowboy dos veces; Llegan a Umateal justo a tiempo para ver a Sador destruir el planeta con su convertidor estelar.
Al carecer de combustible para llevar sus armas a casa, Cowboy se las ofrece a Akir, diciéndole a Shad que como ya estaban pagadas no habrían problemas. Shad convence a Cowboy para que comparta su experiencia como pistolero con los Akira.

Más tarde, Shad conoce a un grupo de cinco clones alienígenas que comparten una conciencia grupal llamados Nestor. Admiten que su vida es increíblemente aburrida, ya que toda su raza comparte una misma mente. Para entretenerse, han enviado a cinco miembros a unirse a la causa de Shad. Néstor no exige ningún pago y afirma que son completamente autosuficientes.

A continuación, Shad recluta a Gelt, un rico asesino que no puede mostrarse en ningún planeta civilizado por miedo a represalias. Gelt ofrece sus servicios a cambio de que se le permita vivir en paz entre los Akira. La nave de Gelt es muy maniobrable y está bien armada.

En su camino de regreso a Akir, Saint-Exmin de las Valquirias se acerca a Shad. Es una mujer de carácter fuerte que busca demostrar su valía en la batalla. Pilota una nave pequeña, pero extremadamente rápida, con potencia de fuego mejorada: el Dart. Shad la encuentra molesta y desea que se vaya, pero ella lo acompaña igual.
Mientras pasa por la Zona Lambda, el barco de Nanelia es atacado por una criatura de luz llamada "zyme" que es asesinada por el poderoso barco Gator de Caimán de los Lázuli.
Caimán y su ecléctica tripulación de extraterrestres son "zymers", que cazan a los zyme como los balleneros cazan ballenas. Después de que Caimán insinúa que podría cocinarla para obtener proteínas o venderla, Nanelia acusa a Caimán de ser tan desalmado como Sador.
Caimán reacciona con rabia y la acompaña a defender su causa a cambio de la cabeza de Sador, quien destruyó el mundo natal de Caimán hace mucho tiempo.

De vuelta en Akir, la hermana de Shad, Mol, es capturada por los pilotos Malmori, Kalo y Tembo, con la intención de violarla. Cuando Shad y compañía regresan, su acercamiento asusta a los Malmori y los hace intentar escapar. Mol, en represalia, interfiere con sus controles, lo que le permite a Gelt la oportunidad de destruir su nave, matando a los tres. 
Al llegar a la superficie del planeta, los héroes son recibidos con precaución por los nativos, que desconfían de las especies violentas.

Cuando Sador regresa, sus fuerzas Malmori son interceptadas por los guerreros contratados por Shad. Gelt se abre camino en el territorio enemigo hasta que el acorazado, Cabeza de martillo, lo derriba. Cowboy y los Akira, armados con las armas láser, protegen de una invasión respaldada por un tanque sónico Malmori. Muchas de las tropas de Sador mueren y su Tanque Sonico es destruido; sin embargo, muchos Akira también mueren, incluido Zed.
Después de sobrevivir a un intento de asesinato por parte de Nestor, Sador lanza el resto de su flota en un ataque de represalia contra Akir. Saint-Exmin se explota para destruir el convertidor estelar de Sador. 
Aunque las fuerzas aeroespaciales de Sador son aniquiladas, E cabeza de martillo elimina a todos los mercenarios restantes con baterías láser y misiles nucleares. Sólo Nell, pilotada por Shad y Nanelia, sobrevive al ataque de los Malmori. 
Lisiada e incapaz de luchar, Nell es capturada por el rayo tractor del acorazado. Nanelia y Shad activan el programa de autodestrucción de Nell y luego huyen de su nave en una cápsula de escape. Sador le ordena a Nell que se rinda. En lugar de eso, detona, provocando que su Convertidor estelar le salte por la culata, desintegrando al  colosal acorazado.
Cuando Shad y Nanelia regresan con Akir, Nanelia se desespera por la muerte de sus amigos. Shad comparte con ella las enseñanzas de "Varda" de Akir: nadie está verdaderamente muerto cuando ha sido amado y celebrado por los vivos. Los Akira siempre recordarán los sacrificios hechos por los mercenarios, quienes serán honrados para siempre en las leyendas del pueblo Akira.